# ヤッファ条約 (1192年)
ヤッファ条約（英語: Treaty of Jaffa、稀にラムラ条約（Treaty of Ramla）または1192年の条約と称される）は、十字軍の間に合意された休戦協定の一つで、1192年7月から8月にかけてのヤッファの戦いの直後、アイユーブ朝の創始者にして君主（スルターン）のサラディンとプランタジネット朝第2代のイングランド王リチャード獅子心王の間で、西暦1192年9月1日ないしは2日（AH588年シャアバーン20日）に調印されたものである。この条約は、エルサレム王国のバリアン・ディブランと交渉し、両軍の間に3年間の停戦を保証するものであった。この条約により、第3回十字軍は終結した。

## 概要
1189年から1191年までのアッコン包囲戦の後、リチャード1世とサラディンは、第3回十字軍の幕引きについて何度も話し合いを持った。大抵は宗教的所有権やエルサレムの帰属ついての議論が含まれていたが、このような試みから実際に停戦に至ったものはなかった。もちろんこれは、王が不在で崩壊が不可避となりつつあったイングランド王国に戻る必要性から、リチャードがヤッファ条約を結ぶまでのことであった。
エルサレム王国のバリアン・ディブランとの交渉の末結ばれたこの条約は、エルサレムの地位とキリスト教徒が同市を巡礼する権利、そしていわゆる「アブラハムの宗教」に共通する聖地聖地における十字軍国家の主権の範囲という2つの主要な問題についてのものであった。第一に、エルサレムをイスラム勢力の支配下に置きながらもキリスト教の巡礼地として開放することで、パレスチナにおけるキリスト教徒とイスラム教徒の安全な往来を保障した。第二に、ティルスからヤッファまでの海岸をキリスト教徒が支配することを定め、1187年にヒッティーンの戦いなどに敗れほぼ全領土を失ったエルサレム王国は、実質的にこの二つの都市の間に広がる海岸線に縮小することになった。アスカロンの要塞は破壊され、町はサラディンに返還されることになった。リチャードもサラディンも自国のことがあったので結局和議をなす以外にすべなく10月9日にはリチャードもアッコンを去った。

## 1229年のヤッファ条約との相違
1229年には、テル・エル＝アジュール（Tell el-Ajjul）で1つ、ヤッファで1つ、やや似た二重条約が調印され、共に第6回十字軍の幕引きをもたらした。この条約（テル・アジュール及びヤッファ条約）は、エジプト、シリア、および種種の小規模な公国の割拠するアイユーブ朝の支配者間の領土紛争を解決し、同朝の第5代スルタンであったアル＝カーミルが第6回十字軍の指導者である神聖ローマ皇帝フリードリヒ2世皇帝と外交協定を結ぶことを可能にした。